# 1709 en droit
Cet article présente les faits marquants de l'année 1709 en droit.

## Événements
- Extension à l’Écosse de la législation anglaise sur les cas de trahison[1].

- 8 avril : suppression temporaire du tribunal de la nonciature en Espagne (1709-1715), jugeant les causes ecclésiastiques ; départ du nonce Zondadari[2].

- 22 octobre : traité de Copenhague. le Danemark s’engage auprès du tsar à envahir la Scanie. La grande alliance du Nord est renouvelée.